# Aglossorrhyncha lucida
Aglossorrhyncha lucida Schltr. 1912 es una especie de orquídea epifita incluida en la subfamilia Epidendroideae.

## Distribución y hábitat
Encontrado en la Nueva Guinea en los bosques de montaña, en alturas de 1100 a 1700 m s. n. m.

## Descripción
Es una planta de tamaño pequeño a mediano que prefiere clima cálido a fresco, es epífita con un tallo sin ramas  o poco ramificado, ligeramente comprimido, envuelto completamente por las vainas de las hojas erectas, liguladas, muy oblicuas y obtusas en el ápice, las basales sub-pecioladas, glabras y brillantes por debajo que florece en una corta y única inflorescencia de flores. Produce la floración en el invierno.

## Taxonomía
Aglossorrhyncha lucida fue descrita por Rudolf Schlechter y publicado en Repertorium Specierum Novarum Regni Vegetabilis, Beihefte 1: 322. 1912.
Etimología
Aglossorrhyncha; nombre genérico que significa que es distinto del género Glossorhyncha.
lucida: epíteto latino que significa "brillante".
Sinonimia
- Aglossorhyncha lucida var. dischorensis Schltr. 1912;
- Aglossorhyncha lucida var lucida;
- Aglossorhyncha lucida var. wariana Schltr. 1912[4][5][6]